# Bùi Tường Phong
Bùi Tường Phong, né en 1942 à Hanoï, alors en Indochine française, et mort en 1975, est un informaticien vietnamien, inventeur d'une technique d'ombrage utilisée en infographie.

## Biographie
Bùi Tường Phong naît à Hanoï en 1942. Phong est son prénom, Bùi son nom de famille (indiqué en premier en vietnamien) et Tường est son nom intermédiaire. Phong déménage avec sa famille pour Saïgon en 1954 en même temps que des millions de réfugiés qui fuient le Viêt Nam du Nord pour le Viêt Nam du Sud après la partition du pays le long du 17e parallèle. Il est scolarisé au lycée Jean-Jacques Rousseau à Saïgon. En 1964, Phong migre en France afin d'y poursuivre ses études en intégrant l'Institut polytechnique de Grenoble.
Bùi Tường Phong migre ensuite vers les États-Unis en 1971, où il rejoint en septembre 1971 le College of Engineering de l'Université de l'Utah comme maître assistant en informatique et y soutient sa thèse de doctorat en 1973,.
Durant ses études, Bùi Tường Phong apprit qu'il souffrait d'une leucémie en phase terminale. En 1975, Phong obtint un poste de professeur à l'Université Stanford. À propos du progrès dans l'imagerie de synthèse, il écrivit : « Nous n'espérons pas rendre l'objet tel qu'il est en réalité, avec sa texture, les ombres projetées, etc. Nous espérons seulement produire une image qui s'approche suffisamment de l'objet réel pour atteindre un certain degré de réalisme. »
Bùi Tường Phong mourut en 1975 de leucémie à l'âge de 32 ans.
La leucémie dont Bùi Tường Phong est atteint a un lien probable avec les épandages de défoliants toxiques réalisés par l'armée américaine au Viêt Nam au cours de l'opération Ranch Hand de 1962 à 1971. La base aérienne de Bien Hoa, le dépôt de munitions de Than Tuy Ha et les bases aériennes de Tan Son Nhut étaient trois sites d'épandage ou de mise en place de l'opération en 1962, et toutes les trois sont situées à proximité directe du lycée Jean-Jacques Rousseau à Saigon, où Phong était scolarisé à ce moment. Ces produits ont été reconnus comme causes de leucémies, y compris chez les vétérans de l'armée américaine ayant pris part à l'opération.

## Ombrage de Phong
Né en 1942 à Hanoï, Phong publie en 1973 la description de cet algorithme dans « Illumination for computer generated pictures », connue sous le nom de « Ombrage de Phong ».
Cette technique permet de déterminer de façon relativement rapide, l'intensité de l'éclairage le long de la surface d'un objet en 3D. Elle consiste, pour chaque pixel visible de l'objet, à interpoler les normales calculées aux sommets des polygones constituant l'approximation de la surface, puis à en calculer l'éclairage, compte tenu du point d'observation, et des propriétés de réflexion de la lumière de l'objet et des sources d'éclairages.
C'est une amélioration notable de la technique plus rudimentaire de Henri Gouraud qui ne calcule les normales et les propriétés d'éclairage qu'aux sommets des mêmes polygones et interpole bilinéairement pour chaque pixel les valeurs en résultant. Le rendu de l'ombrage de Phong est donc un peu plus proche de la réalité que celui de l'ombrage de Gouraud (en particulier pour la composante de réflexion spéculaire), mais beaucoup plus gourmand en temps de calcul.
Ces deux modèles sont restés pendant longtemps les deux principaux modèles d'éclairage en imagerie 3D, et sont toujours utilisés par les processeurs graphiques spécialisés et les logiciels de 3D.

## Postérité
Alors que les algorithmes développés par Bùi Tường Phong deviennent omniprésents dans les technologies de graphismes en images de synthèse, Bùi Tường Phong lui-même reste longtemps peu connu. Les références à ses travaux dans la littérature scientifique opèrent longtemps des erreurs sur son nom, en particulier des confusions entre son nom de famille (Bùi) et son prénom (Phong). Les noms mêmes de ses algorithmes les plus connus, comme l'ombrage dit « de Phong », contiennent cette confusion ; dans le cas de l'ombrage de Phong, Bùi Tường Phong ne cherche pas à faire rectifier l'expression et la cite telle quelle dans sa dernière publication. Une photo circule longtemps sur Internet, présentée comme le représentant, alors qu'il s'agit d'une photographie de l'écrivain vietnamien Chu Cẩm Phong.